# 毒物及び劇物指定令
毒物及び劇物指定令（どくぶつおよびげきぶつしていれい、昭和40年政令第2号）は、毒物及び劇物取締法の規定に基づき、毒物及び劇物取締法別表以外の毒物、劇物、特定毒物を指定する政令である。

## 概要
毒物及び劇物取締法 (昭和25年法律第303号)は、その別表において毒物27品目、劇物93品目、特定毒物9品目を指定しているが、それ以外に、「前各号に掲げる物のほか、前各号に掲げる物を含有する製剤その他の劇性を有する物であつて政令で定めるもの。」として、取り締まるべき物質を指定することを定めている。これに基づき、2019年1月1日現在、毒物104品目、劇物311品目、特定毒物10品目を指定している。必要に応じて、毎年平均1回程度、指定品目の追加や削除などの改正が行われている。また、附則により、改定の施行期日や経過措置についても定めている。
同じ成分でも純品（単一成分）と製剤（混合物）で法令上の指定が分かれている化合物があるので注意のこと。また、濃度を定めて指定する品目もある。具体的な内容は、日本の毒物一覧、日本の劇物一覧、日本の特定毒物一覧を参照。

## 主務官庁
- 厚生労働省

## 主要な関連法令等
- 毒物及び劇物取締法
- 毒物及び劇物取締法施行令
- 毒物及び劇物取締法施行規則
- 毒物及び劇物取締法施行細則
- 化学物質の審査及び製造等の規制に関する法律（化学物質審査規制法）
- 特定化学物質の環境への排出量の把握等及び管理の改善の促進に関する法律（化学物質排出把握管理促進法）
- 労働安全衛生法
- ダイオキシン類対策特別措置法
- 医薬品、医療機器等の品質、有効性及び安全性の確保等に関する法律（薬機法）
- 麻薬及び向精神薬取締法
- 覚醒剤取締法
- 大麻取締法
- あへん法
- 化学兵器の開発、生産、貯蔵及び使用の禁止並びに廃棄に関する条約（化学兵器禁止条約）